# Дудник Олексій Олексійович
Óлексій Óлексійович Дýдник (*2 лютого 1935 — †10 лютого 2011) — поет, лікар, почесний громадянин Семенівщини, член спілки літераторів Полтавщини.

## Біографія
Дýдник Óлексій Óлексійович народився 2 лютого 1935 року в селі Вербки Семенівського району Полтавської області (нині Кременчуцький район Полтавської області).
1950 рік — закінчив місцеву семирічну школу.
1952—1953 роки — навчався Кременчуцькій фельдшерській-акушерській школі. При вступних іспитах, на одне місце претендували 13 бажаючих.
У 1954 році з дипломом фельдшера-акушера був направлений у Рівненську область і почав працювати в селі Бережки Дубровицького району.
1954—1956 роках - перебував на армійській службі. Під час служби в армії одержав травму ока, через що, за висновком медичної комісії, не був допущений до вступних екзаменів у медінститут.
Після демобілізації працював медичним працівником на Веселоподільському цукрозаводі.
З 1958 - завідувач фельдшерсько-акушерським пунктом в селі Паніванівка Семенівського району.
Понад півстоліття він жив і працював у селі Паніванівка (нині село Паніванівка Веселоподільського старостату).
Був відомим лікарем не лише в своєму селі й районі, але й за їх межами. До нього приїздили лікуватися багато людей. За рік в середньому було близько п'яти тисяч пацієнтів.
Активно займався також громадською діяльністю, обирався депутатом Семенівської районної ради.
Із дружиною Ніною Іванівною (нині покійною) прожили 45 років.
Виростив 4 дітей:
- донька Ольга працює лікарем-терапевтом Семенівської ЦРЛ,
- Олена — лікар-стоматолог (м. Полтава),
- Тетяна живе і працює в Італії,
- син Олексій — робітник на заводі (м. Глобине).

Почесний громадянин Семенівщини.
Помер 10 лютого 2011 року.

## Творчість
Його вірші, гуморески, поеми не залишають читачів байдужими. Вони змушують думати, переживати, а іноді, навіть дуже часто, від душі сміятися.
| " | Своє життя, своя сім'я - Поезія і проза. Ой, як давно ви не були На рідному порозі. | " |

Його ліричні і жартівливі вірші охоче клали на музику композитори, зокрема, вони озвучувалися Олексієм Чухраєм. Особливо плідно Олексій Дудник працював з композитором-земляком Олексієм Ногою. Створена ними пісня «Село мого дитинства» стала призером республіканського радіо конкурсу, виконувалася на телебаченні.
Твори також друкувалися в республіканських, обласних і районних газетах.
Член спілки літераторів Полтавщини.
Член Національної спілки письменників України.
Автор понад 20 книг.

## Твори
- Не згубіть сон-траву: лірика, гумор, сатира (1992).
- Жигулі-жигулики: гумор і сатира (1994; 2002).
- Коні-рисаки. Лірика. Поеми (1996).
- України долею живу (1997).
- Щастя вам лебединого: пісні на слова Олексія Дудника (1998).
- Життя, як життя (1999).
- Крик душі: вірші (2000).
- Що б там в світі не було / О. Дудник, О. Нога (2001).
- Козацький характер (2001).
- Весела завірюха (2002).
- Нехай життям іскриться келих.
- Нам судилось прожить: вірші, поема (2004).
- Пошли, Боже, Україні: Патріотичні, ліричні та жартівливі пісні (2005).
- Пелюстки незгасних буйноцвіть: вірші (2006).
- Любив… Люблю… Любитиму: поетичні твори за ред. М. Шудрі. (2010).
- На життєвих перехрестях: поетичні твори (2012).

## Нагороди
- Медаль М. І. Пирогова,
- Знак «Відмінник охорони здоров'я».

### Про автора
- Дудник Олексій Олексійович: [біографія] // Бутенко Є. Славен рід семенівський / Є. Бутенко. — Семенівка: Псьол, 1997. — С. 73-74. : фот.
- Дудник Олексій Олексійович // Бутенко Є. П. Зерна пшеничної віри: довідник-антологія «Літератори й митці Семенівщини» / Є. П. Бутенко. — Глобине: Поліграфсервіс, 2007. — С. 101—102. : фот.
- Дудник Олексій Олексійович: [біографія поета] // Бутенко Є. Прозаїки і поети Семенівщини / Є. Бутенко. — Глобине: Б. в., 2004. — С. 75-79 : фото.
- Дудник О. «Я — гілка українського народу»: бесіду з поетом Олексієм Дудником веде громадський кореспондент газети «Село полтавське» Етері Житинська / О. Дудник // Село Пполтавське. — 1998. — 30 жовт. — С. 2.
- Зінченко В. До 85-річя від дня народження Олесія Олексійовича Дудника / В. Зінченко // Голос громади. — 2020. — 31 січ. — С. 6
- Макаренко О. Живе Долею рідного краю / О. Макаренко // Зоря Полтавщини. — 1998. — 14 лют. — С. 5.
- Коваленко В. З витоків своїх у піднебесся слави: (Н. Супруненко, І. Чепурний, О. Дудник, Т. Коваленко) / В. Коваленко // Наукові здобутки студентів і магістрантів — школі XXI століття: збірник наукових праць студентів і магістрантів психолого-педагогічного факультету. — Полтава: ПДПУ ім. В. Г. Короленка, 2003. — Вип. 3. — С. 76-80.
- Мазанько Л. Білий колір надії, або Лікарі на передовій / Л. Мазанько // Вісник Семенівщини. — 2020. — 1 трав. — С. 8.
- Мудре слово Олексія Дудника // Село Полтавське. — 1998. — 7 берез. — С. 7.
- Олексій Дудник // Калинове гроно: Антологія поезії полтавських літераторів ХХ ст. Т. 1 / за ред. М. В. Костенка, Ю. М. Дмитренка, А. М. Дяченка та ін. — Полтава: Полтавський літератор, 1998. — с. 199—201.
- Олексій Дудник // Калинове гроно: Антологія поезії полтавських літераторів XX ст. — Полтава: Полтавський літератор, 2000. — С. 199.
- Яковенко К. Поет у білому халаті / К. Яковенко // Вісник Семенівщини. — 2015. — 6 лют. — С. 5 : фот.

### Рецензії на книги
- Дубина М. «Пелюстки незгасних буйноцвіть»: [про нову книгу поезій О. Дудника з такою назвою] / М. Дубина // Село Полтавське. — 2007. — 17 серп. — С. 9.